# Heiwa Real Estate
Heiwa Real Estate é uma companhia industrial japonesa, sediada em Tóquio.

## História
A Dowa foi estabelecida em 1947.